# 花口河
花口河，位于中国云南省东部，是甸溪河右岸支流，发源于石林彝族自治县圭山镇尾乍黑村，上游为岩溶地貌，河源段多为地下暗河。自源头向西南流至弥勒县西三镇，转东南流，至弥勒县城弥阳镇入甸溪河。全长28.4公里，落差460米，流域面积363.5平方公里。